# Sziládi János
Sziládi János (eredeti neve: Szilágyi János) (Budapest, 1939. április 11. – Budapest, 1999. augusztus 18.) magyar könyvkiadó, író, színházigazgató.

## Élete
A házat, amelyben laktak, a háborúban lebombázták. Vidékre került: a hegyvidék és a síkság találkozásánál épült faluba, Karácsondra. Itt telt a gyermekkora, s ide kötötték első, a későbbiekben is meghatározó tudatos emlékei.
Középiskolai tanulmányait az Egri Gárdonyi Géza Tanítóképzőben, 1955–1959 közt végezte. Ott érettségizett. 
Egyetemi tanulmányait az 1964-ben fejezte be az Eötvös Loránd Tudományegyetem Bölcsészettudományi Karának magyar–orosz szakán.
1964-1965 között a Színháztudományi Intézet gyakornoka, 1968-1969 között miniszteri biztosa volt. 1965-1970 között a Művelődésügyi Minisztérium színházi főosztályának főelőadója volt. 1970-1974 között a Kortárs folyóirat olvasószerkesztőjeként dolgozott. 1974-1977 között a Magyar Nemzet rovatvezető-helyettese volt. 1977-1979 között a Magyar Szocialista Munkáspárt Központi Bizottság tudományos, kulturális és közoktatási osztályának munkatársa volt. 1979-1982 között a Nemzeti Színház igazgatója volt. 1982-1995 között a Móra Ferenc Ifjúsági Könyvkiadó igazgatója volt.

## Művei
- Reggeltől reggelig (elbeszélések, 1975)
- A lehetőség (regény, 1977)
- A megnyitó (kisregény, 1980)
- Tapsrend (tanulmányok, kritikák, 1982)
- Kísérlet (regény, 1984)
- Az éjszaka történetei (kisregények, 1986)
- Epizódok egy kétemeletes ház hétköznapjaiból (regény, 1988)
- Az elveszett falu meséi (novellák, 1990)